# Connectivity Standards Alliance
Connectivity Standards Alliance（CSA）は、Zigbeeの開発および近々制定されるMatter規格の維持・公開を行う無線通信規格標準化団体。
「Zigbee Alliance」が名称改名したものである。

## 概要
元々のZigbeeという名称はこのグループの登録商標であり、単一の技術標準では無かった。この団体は、複数のOEMベンダーが相互運用可能な製品を作成できるように、アプリケーションプロファイルを公開している。IEEE 802.15.4とZigbeeの関係は、IEEE 802.11とWi-Fi Allianceの関係に似ている。
現在アライアンスの会員企業は400社を超え、Apple、Google、Comcast、IKEA、Legrand、Samsung SmartThings、Amazonといった企業が名を連ねている。
CSAには"Adopter"、"Participant"、"Promoter"の3種の会員が存在する。

## 沿革
2002年にZigBeeアライアンス (ZigBee Alliance)が設立された。
2021年5月11日（米国時間）に組織の改名を発表。同時に、新たなスマートホームのための通信規格「Matter」を発表した。
10月19日、取締役会にOPPOが加わる事を発表した。